# Информационная эра
Информационная эра (англ. Information Age, также известная как эра компьютеров или информационная эпоха (электронная эпоха)) — начавшийся в 1947 году с разработкой транзистора, продолжающийся период в истории человечества, характеризующийся глобальным сдвигом от традиционной индустрии, установленной индустриальной революцией, к оцифрованной, компьютеризованной индустрии, основанной на трансфере информации. Также эра характеризуется широкими возможностями для отдельных лиц свободно передавать и принимать информацию и мгновенным доступом, как к освоенным знаниям, так и к любой информации о планах поставленных человечеством.
Начало информационной эры ассоциируется с цифровой революцией так же, как индустриальная революция отметила начало Индустриальной эпохи.
Идея связана с концепцией цифрового века или цифровой революции и включает в себя последствия перехода от традиционной промышленности к цифровой. Цифровая революция привела к экономике, основанной на манипуляции информацией.

## Значение термина
Информационная эра сделала возможными быстрые глобальные коммуникации и существование информационных сетей, что значительным образом изменило форму современного общества.
Социолог Мануэль Кастельс объясняет этот термин следующим образом:
«Информационная эпоха [...] означает исторический период человеческого общества. Она основана на микроэлектронных информационных и коммуникационных технологиях и генной инженерии — основе технологической парадигмы, которой характеризуется этот период, она заменяет или накладывается на технологическую парадигму индустриальной эпохи, что базируется в основном на производстве и распределении энергии»

## Связь с другими теориями и концепциями
Концепция информационной эры тесно связана с теоретическими разработками социологов Дэниела Белла, Элвина Тоффлера, Питера Друкера, Мануэля Кастельса и Маршалла Маклюэн. Каждый из них внес свой вклад в разработку концепции постиндустриального (или информационного) общества, которое является следующим шагом развития человеческого общества.

## Предпосылки зарождения
Своими предпосылками информационная эра имеет последствия информационной революции в области информационных технологий (создание первых ЭВМ — Z3, компьютер Атанасова — Берри, МЭСМ, ENIAC, изобретение транзисторов, миниатюризация, глобальные сети). Эти достижения сделали возможным создание сложных технических систем, которые позволили обрабатывать огромные по сравнению с предыдущими годами объёмы информации.
Параллельно развивалась научная основа для эффективной работы и управления этих систем. Недостаточность механистического объяснения процессов в мире привела к появлению нового подхода в методологии исследований — системного подхода. В середине ΧΧ века Норбертом Винером была создана новая наука о взаимосвязях и управлении систем — кибернетика, а теория информации, разработанная Клодом Шенноном, позволила подойти к информации как определённой величине, что можно измерять и передавать на большие расстояния без потери качества.
Всё это заложило основу для информационной революции, основным последствием которой стало все возрастающее большое значение качественной, нужной информации.

## Основные черты

### Экономика
Вместе с развитием информационного общества прогнозируется переход к экономике услуг, которая имеет основой не производство товаров, а оказание услуг.

### Культура
В культуре наблюдается тенденция к массовости,  развивается массовая культура. Возникает ряд субкультур со своими уникальными характеристиками: языком (арго), предпочтениями, ценностями. Возникает киберспорт, по которому регулярно проводятся мировые соревнования. Растет популярность социальных сетей и интернет-СМИ — огромные расстояния превращаются в ничто, мир становится «глобальным городом». Поиск своей личности становится проблемой, а насилие — одним из главных средств самовыражения (М. Маклюэн, «Пробуждение Маклюэна»).
В одном из выступлений, Маршалл Маклюэн отмечает рождение нового, электронного (то есть информационного) человека: «Мы говорим о грамотном человеке: грамотный человек впитывает все как губка, чего не хочет делать новый электронный человек. Так, грамотность катится с горы». Остро стоит вопрос формирования у людей новой информационной культуры.

### Политика
Широкое применение для социального взаимодействия новейших средств информационной обработки (персональных компьютеров, мобильных телефонов и т. д.) сделало возможным быструю обработку больших объёмов информации, которая может поступать более оперативно от источника до потребителя. Связанное с этим возрастание роли СМИ в организации общества делает возможным новые формы правления обществом — нетократию и медиакратию.
Возрастание роли информации как ресурса привело к официальному признанию ведущими государствами мира нового вида войн — информационных войн (англ. Information warfare), цель которых не уничтожить физически противника, но, используя информацию (информационные операции, психологические операции) получить и закрепить конкурентное преимущество над ним, то есть сделать противника зависимым в плане собственной информационной самодостаточности, навязать ему использование таких информационных ресурсов, которые бы в первую очередь служили собственным интересам (государства или корпорации).

## Проблемы и тенденции
Одной из проблем является выбор нужной информации. Волны спама и флуда (причем не только в Интернете, но и в СМИ) иногда делают получение действительно нужной, полезной информации задачей трудновыполнимой. А широкое использование средств вычислительной техники ставит ряд новых вызовов информационной безопасности отдельных организаций, лиц и целых государств (см. конкурентная разведка, промышленный шпионаж, кибервойна).

### Работа
Информационный век повлиял на рабочую силу различными способами. Он создал ситуацию, при которой работники, которые выполняют слабоавтоматизированные задачи, вынуждены находить работу, которая автоматизирована. Работники также вынуждены конкурировать на мировом рынке труда. Наконец, рабочие заменяются компьютерами, которые могут выполнять свою работу быстрее и эффективнее. Это создает проблемы для рабочих, которые живут в индустриальных обществах.
Рабочие места, традиционно связанные со средним классом (работниками сборочной линии, обработчиками данных, мастера и руководители), начинают исчезать либо благодаря аутсорсингу, либо автоматизации. Люди, потерявшие работу, должны либо двигаться вверх, присоединившись к группе «умных работников» (инженеры, врачи, адвокаты, учителя, учёные, профессора, руководители, журналисты, консультанты), либо согласиться на низкооплачиваемую работу. «Умные работники» могут успешно конкурировать на мировом рынке и получать (относительно) высокую заработную плату. Наоборот, производственные рабочие и работники сферы услуг в промышленно развитых странах не могут конкурировать с рабочими в развивающихся странах и либо теряют работу из-за аутсорсинга, либо вынуждены соглашаться на сокращение заработной платы. Кроме того, интернет позволяет работникам в развивающихся странах предоставлять услуги лично и конкурировать непосредственно со своими коллегами в других странах.
В прошлом экономическая судьба рабочих была связана с судьбой национальных экономик. Например, работникам в Соединенных Штатах когда-то платили хорошо по сравнению с работниками в других странах. С приходом информационного века и улучшением коммуникации эта ситуация изменилась. Поскольку работники вынуждены конкурировать на мировом рынке труда, заработная плата в меньшей степени зависит от успеха или неудач в экономике отдельных стран.
Автоматизация и компьютеризация привели к повышению производительности в сочетании с чистой потерей рабочих мест на производстве. Например, в Соединенных Штатах с января 1972 года по август 2010 года число занятых на рабочих местах сократилось с 17 500 000 до 11 500 000, в то время как производительность труда выросла на 270 %. Хотя первоначально казалось, что потеря рабочих мест в промышленном секторе может быть частично компенсирована быстрым ростом рабочих мест в ИТ-секторе, однако в марте 2001 года началось резкое сокращение числа рабочих мест в ИТ-секторе. Сокращения рабочих мест в этом секторе продолжалась до 2003 года. В целом информационные технологии создают больше рабочих мест даже в краткосрочной перспективе.
Промышленность становится все более насыщенной информационными технологиями, менее трудозатратной и капиталоемкой. Эта тенденция имеет важные последствия для рабочей силы; работники становятся все более продуктивными по мере уменьшения стоимости их труда. Однако есть и важные последствия для самого капитализма; не только уменьшается стоимость труда, но и уменьшается стоимость капитала. В классической модели инвестиции в человеческий капитал и финансовый капитал являются важными предикторами эффективности нового предприятия.